# Scott Stephenson
Scott Stephenson (* 12. Juli 1987 in Sydney) ist ein australischer Eishockeyspieler, der seit 2006 erneut bei den Sydney Ice Dogs in der Australian Ice Hockey League unter Vertrag steht. Sein Bruder Todd ist ebenfalls australischer Eishockeynationalspieler.

## Karriere
Scott Stephenson begann seine Karriere als Eishockeyspieler in seiner Heimatstadt bei den Sydney Ice Dogs, für die er zunächst ab 2003 in der Australian Ice Hockey League aktiv war und mit denen er 2004 den Goodall Cup gewann. Kurz nach Beginn der Spielzeit 2005 zog es ihn nach Erina zu den Blue Haven Rhinos. Mit Beginn der AIHL-Saison 2007 kehrte er in seine Geburtsstadt zu den Ice Dogs zurück, für die er seither wieder aktiv ist. 2013 gelang ihm mit den Ice Dogs der zweite Erfolg im Goodall Cup.

### International
Für Australien nahm Stephenson zunächst an der Asien-Ozeanien-Division der U18-Weltmeisterschaft 2002 teil, die das Team gewinnen konnte. Im Folgejahr gelang ihm mit seiner Mannschaft dann der Sieg in der Division III dieser Altersklasse. Zudem stand er für seine Farben bei den U20-Weltmeisterschaften der Division III 2005 und der Division II 2006 teil.
Im Herrenbereich stand er im Aufgebot seines Landes bei den Weltmeisterschaften der Division I 2009 und 2012 sowie der Division II 2007, 2008, 2010, 2011, 2013 und 2014, wobei ihm mit seiner Mannschaft bei den Heimturnieren in Newcastle (2008) und Melbourne (2011) jeweils der Aufstieg in die Division I gelang.

## Erfolge und Auszeichnungen
- 2002 Gewinn der Asien-Ozeanien-Division der U-18-Weltmeisterschaft
- 2003 Aufstieg in die Division III bei der U-18-Weltmeisterschaft in der Division III, Gruppe A
- 2004 Goodall-Cup-Gewinn mit den Sydney Ice Dogs
- 2006 Aufstieg in die Division II bei der U20-Weltmeisterschaft der Division III
- 2008 Aufstieg in die Division I bei der Weltmeisterschaft der Division II, Gruppe B
- 2011 Aufstieg in die Division I bei der Weltmeisterschaft der Division II, Gruppe A
- 2013 Goodall-Cup-Gewinn mit den Sydney Ice Dogs